# Pig Latin
Pig Latin er et - engelsk - legende sprogspil, hvor ord ændres ved at flytte den første konsonant eller konsonantklynge til slutningen af ordet, efterfulgt af "ay". For eksempel ville ordet "pig" blive til "igpay" og ordet "latin" ville blive til "atinlay". Det bliver ofte brugt som en sjov måde at kommunikere hemmeligt eller legende på.
 Der er for få eller ingen kildehenvisninger i denne artikel, hvilket er et problem. Du kan hjælpe ved at angive troværdige kilder til de påstande, som fremføres i artiklen.

| Spil | Spire Denne artikel om spil eller lege er en spire som bør udbygges. Du er velkommen til at hjælpe Wikipedia ved at udvide den. |